# Draba oligosperma
Draba oligosperma är en korsblommig växtart som beskrevs av William Jackson Hooker. Draba oligosperma ingår i släktet drabor, och familjen korsblommiga växter. Inga underarter finns listade i Catalogue of Life.

## Bildgalleri

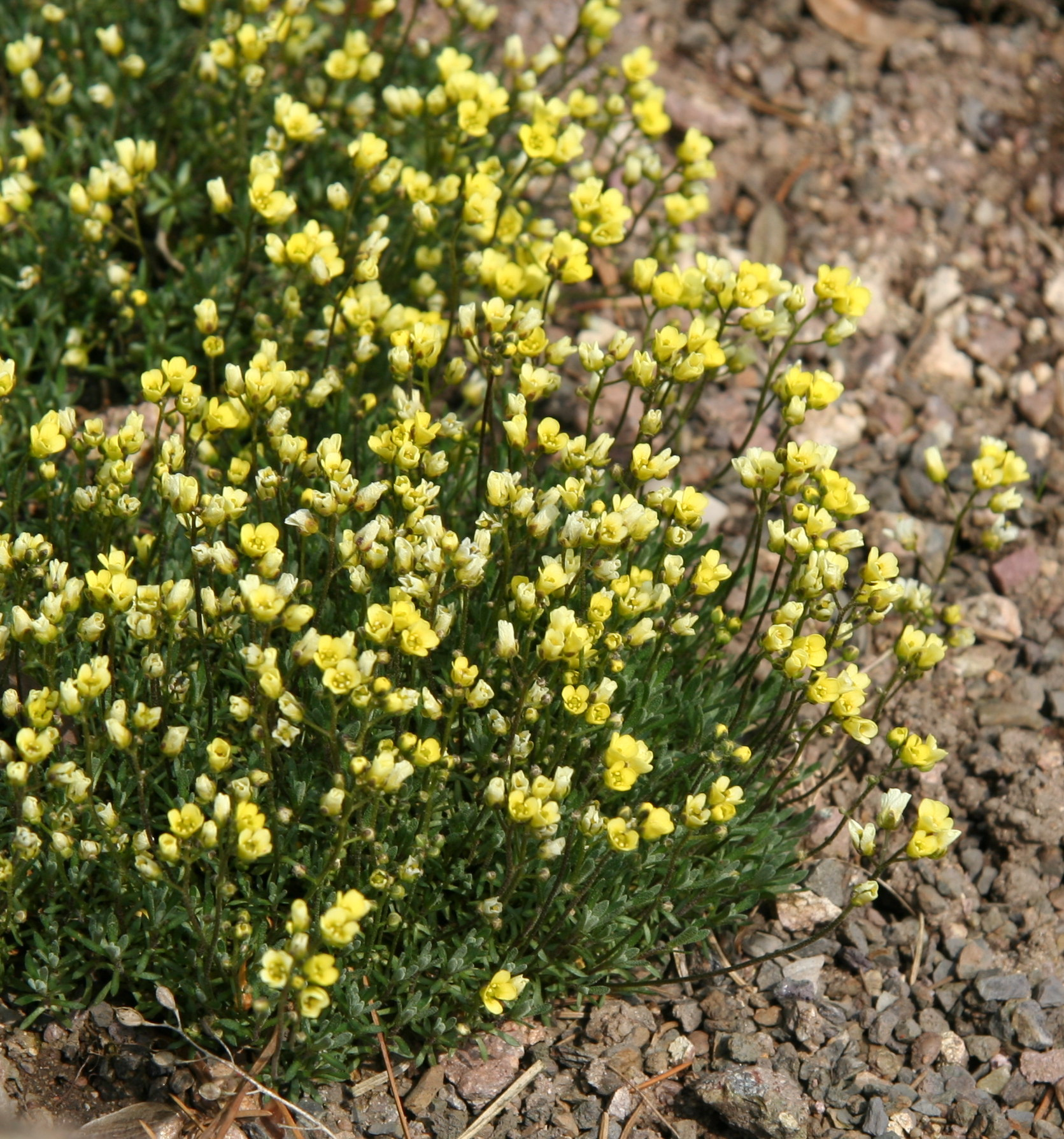
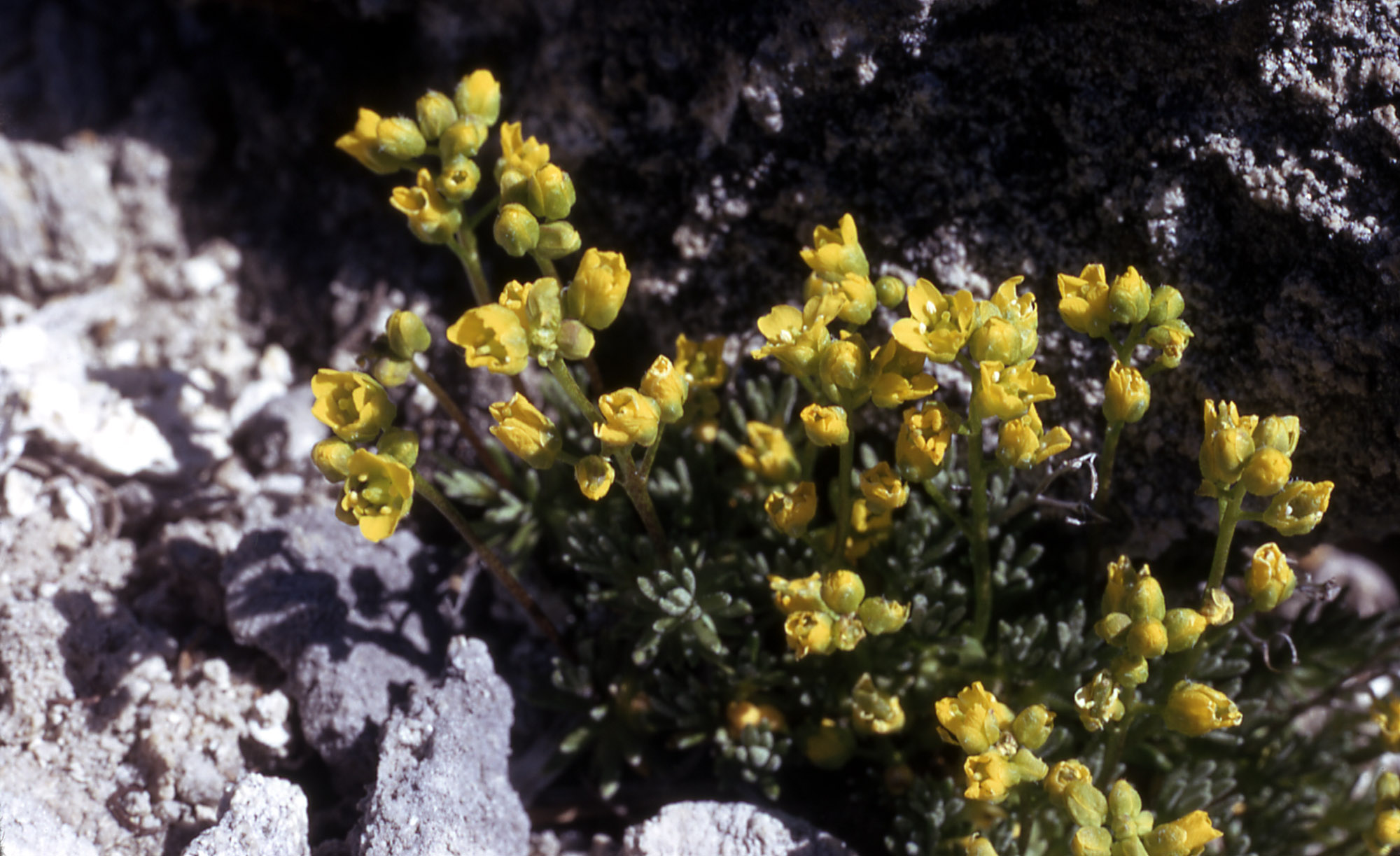